# Tetraglenes setosa
Tetraglenes setosa là một loài bọ cánh cứng trong họ Cerambycidae.